# Suak Nie
Suak Nie is een bestuurslaag in het regentschap Aceh Barat van de provincie Atjeh, Indonesië. Suak Nie telt 149 inwoners (volkstelling 2010).